# Lloyd's of London (filme)
Lloyd's of London (prt: Lloyd's de Londres) é um filme norte-americano de 1936, do gênero drama, dirigido por Henry King e estrelado por Freddie Bartholomew e Madeleine Carroll.
Grande sucesso de público, o filme transformou Tyrone Power em astro e deu condições para a 20th Century-Fox tornar-se um dos estúdios de primeira linha de Hollywood.
Benito Mussolini baniu a película na Itália por considerá-la propaganda inglesa.

## Sinopse

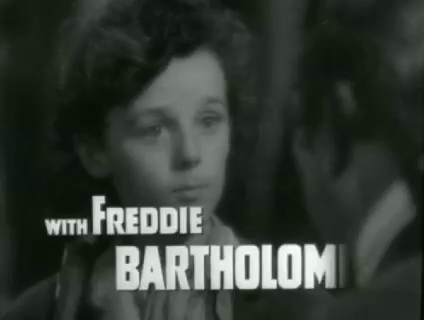
Freddie Bartholomew em cena do trailer do filme

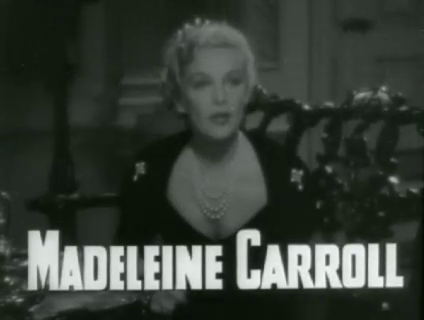
Madeleine Carroll também em cena do trailer do filme

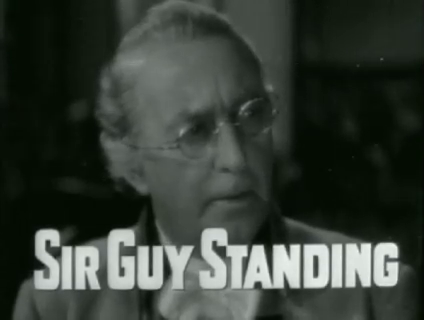
Sir Guy Standing em cena do trailer do filme

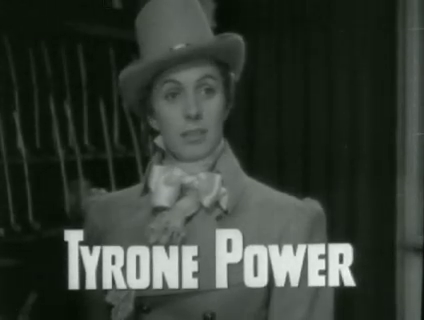
Tyrone Power também em cena do trailer do filme

O filme conta a história da ascensão da Lloyd's of London (ou simplesmente Lloyd's), famosa companha de seguros e resseguros. A ação se passa durante as Guerras Napoleônicas, a partir da decisão ousada de um jovem londrino fictício, Jonathan Blake, amigo do Almirante Nelson, de proclamar a vitória britânica em Trafalgar antes que ela acontecesse.

## Premiações
| Patrocinador                                  | Prêmio           | Categoria                              | Situação                                                |
| --------------------------------------------- | ---------------- | -------------------------------------- | ------------------------------------------------------- |
| Academia de Artes e Ciências Cinematográficas | Oscar            | Melhor Direção de Arte Melhor Montagem | Indicado[carece de fontes?] Indicado[carece de fontes?] |
| Festival de Veneza                            | Troféu Mussolini | Melhor Filme Estrangeiro               | Indicado[carece de fontes?]                             |

## Elenco
| Ator/Atriz          | Personagem               |
| ------------------- | ------------------------ |
| Freddie Bartholomew | Jonathan Blake (criança) |
| Madeleine Carroll   | Lady Elizabeth           |
| Guy Standing        | John Julius Angerstein   |
| Tyrone Power        | Jonathan Blake (adulto)  |
| C. Aubrey Smith     | Velho Q                  |
| Virginia Field      | Polly                    |
| Douglas Scott       | Almirante Nelson         |
| George Sanders      | Lord Everett Stacy       |
| J. M. Kerrigan      | Brook Watson             |
| Una O'Connor        | Viúva Blake              |
| Forrester Harvey    | Percival Potts           |
| Gavin Muir          | Sir Gavin Gore           |
| E. E. Clive         | Magistrado               |
| Miles Mander        | Jukes                    |
| Montagu Love        | Hawkins                  |